# Jacqueline Dana
Pour les articles homonymes, voir Dana.
Jacqueline Dana est une journaliste et écrivaine française.

## Œuvres

### Essais
- Donner la vie, Paris, Éditions du Seuil, 1971, 288 p. (BNF 35390614)
- Vivre facilement avec bébé, Paris, Éditions Hachette, 1976, 238p. (BNF 34699579)
- La Constellation familiale, Paris, Éditions Robert Laffont, 1978, 233 p.  (ISBN 2-221-00112-5)
- Et nous aurions beaucoup d'enfants, Paris, Éditions du Seuil, 1979, 231p.  (ISBN 2-02-005367-5)

### Romans
- Le Regard de Myriam, Paris, Éditions du Seuil, 1981, 192p.  (ISBN 2-02-005790-5)
- Tota Rosa, Paris, Éditions Mercure de France, 1983, 265 p.  (ISBN 2-7152-0146-X)
- L’Été du diable, Paris, Éditions Albin Michel, 1984, 245 p.  (ISBN 2-226-02201-5)
- Les Noces de Camille, Paris, Éditions Albin Michel, 1987, 237 p.  (ISBN 2-226-02933-8)
- Appelle-moi Emma, Paris, Éditions Fayard, 1990, 252 p.  (ISBN 2-213-02495-2)
- La Femme du sud, Paris, Éditions Robert Laffont, 1992, 234 p.  (ISBN 2-221-07062-3)
- Et nous dirons oui au monde, Paris, Éditions Plon, 1997, 215 p.  (ISBN 2-259-18500-2)
- Vénus et son double, Monaco, Paris, Éditions du Rocher, 2005, 233 p.  (ISBN 2-268-05400-4)
- Le Pharmacien de Saint-Pol, Paris, Éditions JC Lattès, 2008, 306 p.  (ISBN 978-2-7096-2917-1)[1]
- La réfugiée de Saint-Martin, Paris, Éditions JC Lattès, 2010, 300 p.  (ISBN 978-2-7096-3049-8)[2]
- Gabrielle ou Le Désarroi, Paris, Presses de la Cité, 2012, 231 p.  (ISBN 978-2-258-09651-6)
- La Partie de cartes, Sayat, France, Éditions De Borée, coll. « Terre de poche », 2013, 247 p.  (ISBN 978-2-8129-0979-5)
- Trois femmes, Sayat, France, Éditions De Borée, coll. « Terres de femmes », 2015, 259 p.  (ISBN 978-2-8129-1491-1)
- Ombres blanches : et si le cinéma, c'était la vraie vie ?, Paris, Sydney Laurent Éditions, 2022, 286 p.  (ISBN 979-10-326-7613-4)